# Willis Carto
Willis Carto (ur. 17 lipca 1926 w Fort Wayne, zm. 26 października 2015) – amerykański negacjonista Holokaustu, współzałożyciel Institute for Historical Review.

## Życiorys
Podczas II wojny światowej służył na Filipinach, za udział w działaniach wojennych został uhonorowany Purpurowym Sercem. W 1978 roku współzałożył Institute for Historical Review, był także odpowiedzialny za powołanie do życia skrajnie prawicowej i negacjonistycznej organizacji Liberty Lobby.
W latach 70. XX w. był najbardziej wpływowym amerykańskim antysemitą.